# فين
مدينة فین  (بالفارسية: شهر فین) مدينة متوسطة تتبع لمقاطعة بندر عباس (بالفارسية: شهرستان بندر عباس) ، وتقع في محافظة هرمزگان في جنوب إيران.

## السكان
يبلغ عدد سكان «مدينة فين» حسب تعداد السكان لعام 2006 للميلاد، (3974) نسمه.